# Javier Uria Etxebarria
Javier Uria Etxebarria o Echevarria (Iartzena, Zeberio, 5 d'octubre de  1961 - 8 de juny de 2003, fou un empresari, polític, i dirigent esportiu basc.
Va completar els seus estudis al seminari Larrea de Zornotza fins als 17 anys, completant la seva formació sense anar a la universitat. Al principi de la seva carrera, va dirigir el negoci familiar, i després va ascendir a la presidència del Grupo Urazca, un càrrec que li va donar l'oportunitat de treballar en nous sectors. La política va ser un d'aquests sectors i va esdevenir un conegut activista de l'EAJ, obtenint els càrrecs de director del diari Deia, vicepresident de la Cambra de Comerç de Bilbao i alcalde de Zeberio.
Com a dirigent esportiu, va estar vinculat a l'Athletic Club. Uria va ser adjunt a la presidència del club entre 1994 i 1998, abans de guanyar les eleccions que es van celebrar l'1 de juny de l'any 2001, quan va substituir Jose María Arrate i va esdevenir el president més jove de la història del club. Durant la seva etapa al club va fitxar jugadors com Ríos, Lizarazu, o Urzaiz, l'entrenador Jupp Heynckes, i també Andoni Zubizarreta com a director esportiu. També sota la seva presidència, la temporada 2002-03, es fundà la secció femenina de l'Athletic Club, absorbint l'equip de futbol femení de la ciutat de Leioa.
Finalment, va morir el 8 de juny de 2003, a causa d'un càncer de gola.